# Claviste
Ne doit pas être confondu avec Claviériste.
Le claviste effectue des opérations de traitement et de mise en forme typographiques de textes destinés à l'impression.